# Cathexis longimana
Cathexis longimana là một loài bọ cánh cứng trong họ Cerambycidae.